# 加藤正憲
加藤 正憲（かとう まさのり、年齢非公表）は東京都生まれの日本人写真家である。OUTWARD、ファッション、ミュージシャンのフォトグラファーとして活動している。日本のヴィジュアル系やJ-POPを中心としたアーティスト写真を始め、ファッション写真などを多く撮り続けている。

## 経歴
東京都生まれ。東京写真専門学校を卒業後、原宿セントラルアパートを中心に、アパレル分野でファッションマガジンやカタログ上などで活動する。早い時期からコンピューターワークや撮影のデジタル化によって、CGと写真との合成で作品を生み出した。
80年代にBOØWYのプロモーションの写真撮影を手掛けたことをきっかけに、氷室京介、布袋寅泰、吉川晃司、Gackt、スピッツなど多くのアーティスト写真を撮影する。特に印象深いBOØWYのライブアルバム“GIGS” JUST A HERO TOUR 1986の表紙に使用されたディスクジャケットのシルエット写真も加藤の作品である。

### 逸話
DAIGOはインディーズ時代に加藤の紹介で氷室京介と対面し、氷室がDAIGOのデビュー曲を作曲した。DAIGOはデビュー曲のジャケット写真を加藤に撮ってもらうことを希望していたが、新人だったため実現しなかったという。2016年4月25日にTBSで放送された「7時にあいましょう」の番組内で10年ぶりにDAIGOは加藤と再会し、氷室から送られた手紙を渡されている。
2015年現在、解散後にBOØWYが4人全員で集まったのは、加藤の結婚式が最初で最後と高橋まことが自身の著書にて語っている。 

## 現在
2011年以降は東京に加え関西も拠点とし活動している。プロのアーティスト写真のみならず、観光・文化・芸術関係の写真を撮影することも多い。
また、現在ではアマチュア俳優や若手アーティストの宣材写真や、成人式や結婚式など一般のオファーにも快く応じているという。

## 主な撮影実績
- あ
  - THE YELLOW MONKEY
  - UVERworld
  - ウルフルズ
  - EXILE
  - X JAPAN
- か
  - Gackt
  - 華月 (Raphael)
  - 河村隆一
  - 吉川晃司
  - GLAY
  - 黒夢
  - ゴスペラーズ
  - コロッケ (タレント)
- さ
  - Janne Da Arc
  - シャ乱Q
  - JUDY AND MARY
  - JUN SKY WALKER(S)
  - SUGIZO
  - スピッツ
- た
  - DAIGO
  - 大事MANブラザーズバンド
  - 玉置浩二
  - 田村直美
  - チェッカーズ
  - TUBE
  - つんく♂
  - T.M.Revolution
  - DEEN
- な
  - 中村あゆみ
  - 西川貴教
- は
  - ハイロウズ
  - HAKUEI
  - BUCK-TICK
  - 氷室京介
  - THE BOOM
  - 藤井フミヤ
  - BLANKEY JET CITY
  - プリンセス プリンセス
  - PENICILLIN
  - BOØWY
  - 布袋寅泰
- ま
  - マキシマム ザ ホルモン
  - MADOKA
  - MANISH
  - Mr.Children
  - THEE MICHELLE GUN ELEPHANT
  - 宮沢和史
- や
  - 山崎まさよし
  - UNICORN
  - 吉井和哉
  - Yasagure Night
- ら
  - La'cryma Christi
  - Raphael (バンド)
  - ～Lefa～
  - LINDBERG
  - LUNA SEA
  - その他　多数

### 作品・写真集
- RENDEZ‐VOUS―BOØWY写真集(CBS・ソニー出版)
- 華月 evergreen(シンコー―ミュージック)
- FELiNE―高橋真由美写真集(近代映画社)
- MIX―M‐AGE FIRST OFFICIAL BOOK(シンコー―ミュージック)
- graduation―ラファエル天使論序説(シンコー―ミュージック)
- THE BOOM SAKANA BOOKS2 ※CD＋写真集(ソニー)
- PAPARAZZI-氷室京介写真集
- 『惑星EROSから舞い降りたフェテッシュのビーナス「GINKO」』Kindle（辰巳出版）
- 『POPN MONSTER SINGER「ASACHILL」』Kindle（辰巳出版）
- 『MUSES HISTORIA「MADOKA」』Kindle（辰巳出版）
- 『ハルヒの妄想「HALUHI」』Kindle（辰巳出版）